# Basilio Cabas
Antonio Cabas, detto Basilio (Romans d'Isonzo, 19 settembre 1931 – Modena, 1º settembre 1995), è stato un calciatore italiano, di ruolo attaccante.

## Carriera
Cresciuto nell'Udinese, nel 1951 passa alla Salernitana con cui debutta in Serie B, disputando 22 gare con i granata.
L'anno successivo passa al Modena, dove disputa altri quattro campionati di Serie B per un totale di 79 presenze e 27 reti.
La sua carriera calcistica prosegue dapprima in IV Serie con la Pistoiese ed in seguito in Serie C, con Parma, Crotone, Vis Pesaro e Asti.